# Трапп, Юлий Карлович
Юлий Карлович Трапп (8 [20] сентября 1814, Мариямполе — 20 июля [2 августа] 1908, Гунгенбург, Эстляндская губерния) — русский фармацевт и фармаколог, академик и заслуженный профессор, действительный тайный советник.

## Биография
Родился 8 (20) сентября 1814 года в городе Мариямполе Сувалкской губернии в семье аптекаря. Сначала он обучался в Польше, а затем перешёл в гимназию города Тильзита (Восточная Пруссия).
Окончив гимназию в Тильзите, в 1832 году Трапп стал учеником аптекаря, а в 1836 году получил звание аптекарского помощника.
Через какое-то время он отправился в Санкт-Петербург, где работал в аптеках. В 1839 году поступил в столичную Медико-хирургическую академию; в 1843 году магистр фармации Ю. К. Трапп был назначен адъюнкт-лаборантом химии и фармации академии.
С 1847 по 1853 годы Трапп давал частные уроки химии юному Альфреду Нобелю и его братьям (семья Нобелей больше двадцати лет (с 1842 года) проживала в Санкт-Петербурге), сильно повлияв на интересы молодого ученого, в частности, привлёк большое внимание к нитроглицерину и его практическому использованию. Сам Нобель вспоминал об этом факте в своей автобиографии: «Профессор Зинин и профессор Трапп в Санкт-Петербурге… предположили, что нитроглицерин может быть полезен, и привлекли к нему внимание моего отца, который тогда, в связи с Крымской войной, создавал морские мины для правительства России. Мой отец пытался, но не смог заставить его взорваться…».
В Медико-хирургической Академии Трапп преподавал фармацевтическую химию, фармакогнозию, правила приготовления ядов. Он также преподавал на созданных при Академии Высших женских медицинских курсах — первом женском медицинском вузе. 
В 1858 году Трапп стал членом Медицинского совета при Министерстве внутренних дел, после чего возглавил фармацевтическое отделение Второго военно-сухопутного госпиталя.
В 1863 году Трапп получил чин действительного статского советника, затем был утверждён почётным членом Военно-медицинского ученого комитета. В 1866 году его избрали академиком, в 1870 году был произведён в тайные советники, а в 1877 году за огромный вклад в развитие фармакологии он удостоился звания заслуженного профессора.
Биограф Магнус Блауберг дал Траппу почётное прозвище «Нестор русской фармации».
Трапп заложил основы судебной и фармацевтической химии, фармакогнозии и фармации. В Европе Трапп получил большую известность благодаря своим трудам по анализу ядов. Кроме того, Трапп был автором множества учебников по фармацевтическому анализу, а также фармакогнозии, фармации и судебной химии. Трапп также занимался анализом питьевой воды в Санкт-Петербурге и был причастен к повышению её качества.
Скончался 20 июля (2 августа) 1908 года на 94-м году жизни, в Гунгенбурге (Эстляндская губерния), его тело было доставлено в Санкт-Петербург, где он и был похоронен на Смоленском лютеранском кладбище.

## Научные работы
- «Химическое исследование невской воды, а также воды Ладожского озера и трех каналов Петербурга» (1847)
- «Альдегид масла Cicutae virosae» (1858)
- «Первые пособия при отравлениях и химическое исследование ядов» (1863)
- «О свинцовых водопроводах» (1864)
- «Военная фармакопея» (1864)
- «Исследование эфирного масла Ledi palustris» (1869)
- «Морская фармакопея» (1869)
- «Придворная фармакопея». (1871)
- «Руководство для исследования ядов» (1876)
- «Российская фармакопея» (3-е изд., 1880)
- «Рецептура» (2-е изд., 1880)
- «Карманная фармакопея» (1881)
- «Фармакогнозия» (3-е изд., 1882)
- «Фармацевтическая химия» (1883).

## Награды и признание
За свою продолжительную и плодотворную научную и практическую деятельность Ю. К. Трапп получил много наград — орденов, включая орден Святого Александра Невского, табакерки с бриллиантам и т. д.:
- орден Св. Станислава 1-й ст. (1866)
- орден Св. Анны 1-й ст. с императорской короной (1872)
- орден Св. Владимира 2-й ст. (1875)
- орден Белого Орла (1879)
- орден Св. Александра Невского (1887)
- знак отличия беспорочной службы за L лет

Трапп был почётным членом около 40 российских и зарубежных учёных обществ.